# José Villalonga Llorente
José Villalonga Llorente   (Còrdova, 4 de desembre de 1919 - Còrdova, 7 d'agost de 1973), conegut també com a Pepe Villalonga o José Villalonga, va ser un entrenador de futbol andalús.
És conegut per ser l'entrenador que va guanyar les dues primeres Copes d'Europa, amb el Reial Madrid Club de Futbol, a les finals de 1956 i 1957 i de guanyar el primer títol de la selecció espanyola, l'Eurocopa de 1964.

## Trajectòria com a entrenador
- 1954-1957 Reial Madrid CF
- 1959-1961 Atlètic de Madrid
- 1962-1966 Selecció espanyola

## Palmarès
| Títol                 | Equip              | País    | Any  |
| --------------------- | ------------------ | ------- | ---- |
| Lliga espanyola       | Reial Madrid       | Espanya | 1955 |
| Copa Llatina          | Reial Madrid       | Espanya | 1955 |
| Copa Llatina          | Reial Madrid       | Espanya | 1956 |
| Copa d'Europa         | Reial Madrid       | Espanya | 1956 |
| Lliga espanyola       | Reial Madrid       | Espanya | 1957 |
| Copa d'Europa         | Reial Madrid       | Espanya | 1957 |
| Copa del Generalíssim | Atlètic de Madrid  | Espanya | 1960 |
| Copa del Generalíssim | Atlètic de Madrid  | Espanya | 1961 |
| Recopa d'Europa       | Atlètic de Madrid  | Espanya | 1962 |
| Eurocopa              | Selecció espanyola | Espanya | 1964 |